# Yusuf (sourate)
Yusuf (arabe : يُوسُفَ, français : Joseph) est le nom traditionnellement donné à la 12e sourate du Coran, le texte sacré de l'islam. Elle comporte 111 versets. Rédigée en arabe comme l'ensemble de l'œuvre religieuse, elle fut proclamée, selon la tradition musulmane, durant la période mecquoise.
Cette sourate, comme son nom l'indique, raconte l'histoire de Joseph, fils de Jacob, vendu par ses frères en esclavage en Égypte et devenu le principal conseiller de Pharaon.

## Origine du nom
Bien que le titre ne fasse pas directement partie du texte coranique, la tradition musulmane a donné comme nom à cette sourate Joseph, car elle traite de l'histoire du prophète Joseph (mentionné sous le nom de Yūsuf dans le Coran), fils de Jacob et de sa seconde épouse Rachel.

## Historique
Il n'existe à ce jour pas de sources ou documents historiques permettant de s'assurer de l'ordre chronologique des sourates du Coran. Néanmoins selon une chronologie musulmane attribuée à Ǧaʿfar al-Ṣādiq (VIIIe siècle) et largement diffusée en 1924 sous l’autorité d’al-Azhar,, cette sourate occupe la   53e place. Elle aurait été proclamée pendant la période mecquoise, c'est-à-dire schématiquement durant la première partie de l'histoire de Mahomet avant de quitter La Mecque. Contestée dès le XIXe par des recherches universitaires, cette chronologie a été revue par Nöldeke,, pour qui cette sourate est la 77e. Les traditions musulmanes anciennes ont conservé les traces de débats sur l’intégration ou non de cette sourate dans le corpus coranique.
Cas exceptionnel pour le Coran, cette sourate contient une narration suivie sur presque la totalité de la sourate, ce qui fait de l’histoire de Joseph le plus long récit du Coran. Ce récit appartient au genre du conte, du type conte-922. La partie centrale montre une construction en chiasme, selon le principe de la rhétorique sémitique.
Malgré ce récit continu, différents trait stylistiques montrent une volonté de réunir plusieurs sections. Les versets 4-101 forment la partie centrale tandis que l’association du prologue et de la conclusion sont l’œuvre d’une « activité scribale ultérieure ». Les premières attestations de cette sourate dans l'épigraphie montrent des variantes et des recompositions.

## Interprétation
Dieu s’interroge sur le fait que des personnages plus importants que Joseph n'ont pas de sourate qui leur est consacrée. Joseph est cité à deux autres reprises dans le Coran. Néanmoins, le Joseph de la sourate 40 est différent de celui de la sourate 12.
La sourate contient de nombreuses différences avec le texte biblique. « Ces différences avec le récit biblique s’expliquent souvent par le détour des textes exégétiques chrétiens et juifs de l’Antiquité tardive ». Les omissions sont souvent liées à la suppression d’éléments considérés comme annexes au sujet central et à une simplification de la psychologie des personnages. Elles permettent, en outre, d’écarter les aspects peu flatteurs de Joseph, modifications qui s’observent déjà dans un texte homilétique syriaque (à propos de l’aspect délateur et arrogant de Joseph). Ces omissions montrent que le texte présuppose une connaissance du récit biblique par l’auditoire.
Witztum a étudié en 2011 les sources syriaques de cette sourate Pour Kropp, cette sourate s'inspire de la forme des poèmes syriaque appelés soghitha en incluant des particularités de la poésie arabe. Certains ont vu dans cette sourate des liens avec certains midrashs. Néanmoins, certains de ceux-ci sont plus récents que le Coran et pourrait illustrer une influence musulmane. Pour Decharneux, ce texte montre bien davantage une influence syriaque (liens lexicaux, forme dialoguée...)..
Ce passage est utilisé, selon Grodzki, par la tradition musulmane comme une preuve de la mission prophétique de Mahomet dans un milieu qui n'est pas censé connaître l'histoire de Joseph. Pour autant, ce texte est un récit ayant besoin de la connaissance du récit biblique pour être compris pleinement Dans ce texte, le Coran ne souhaite pas raconter l’histoire mais faire passer un message, ici l’impossibilité de contrer le plan divin. Cette simplification a aussi permis la création d’une typologie du prophète coranique, dans laquelle s’inscrit Mahomet. Decharneux considère que cette typologie a néanmoins une « base friable »..
Alors que le Coran n'existe pas encore en tant que tel, la sourate précise : "Nous l’avons fait descendre, un Coran en [langue] arabe". Pour Reynolds, cette mention ne concerne que la sourate en question. Tandis que les Arabes connaissait l'histoire de Joseph par les écrits d'autres langues, pour la première fois, ils ont leur propre histoire.

Texte de la sourate (Coran datant de 1874)
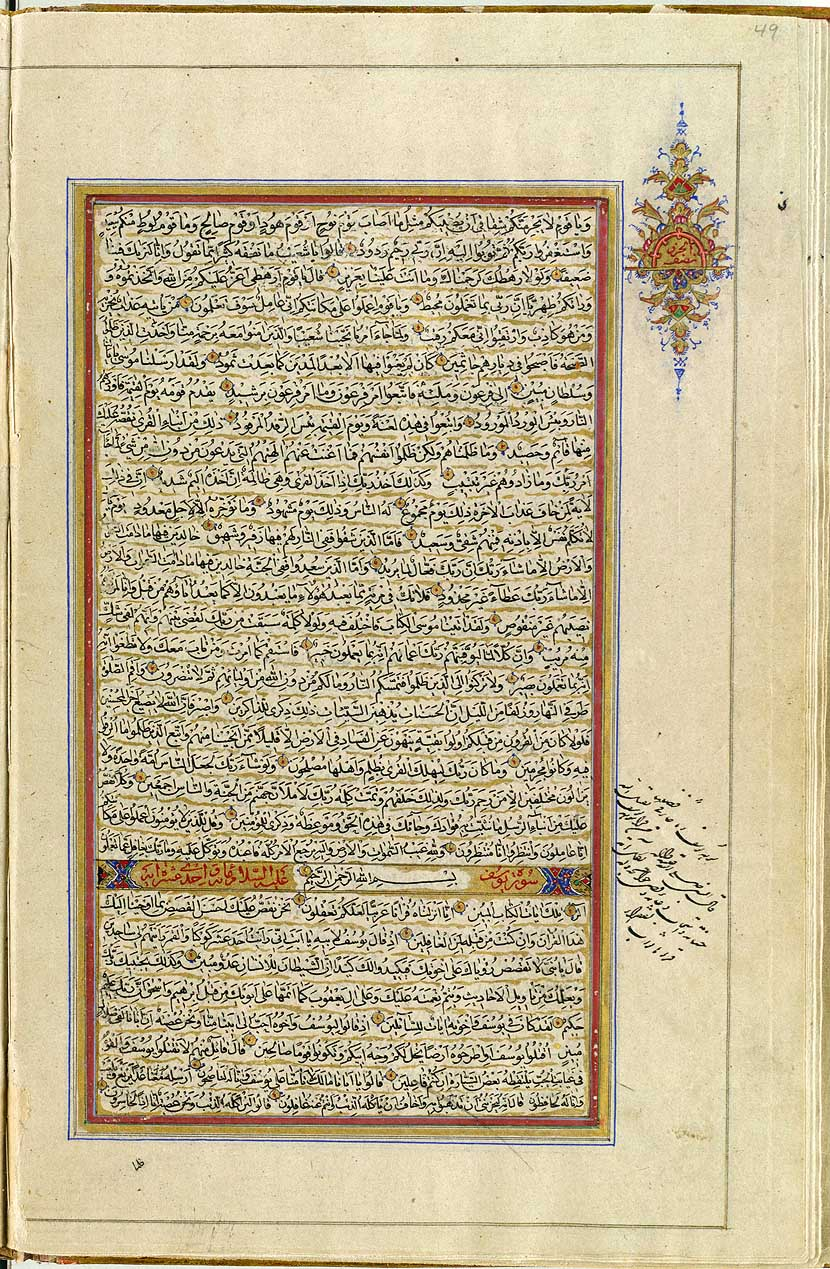
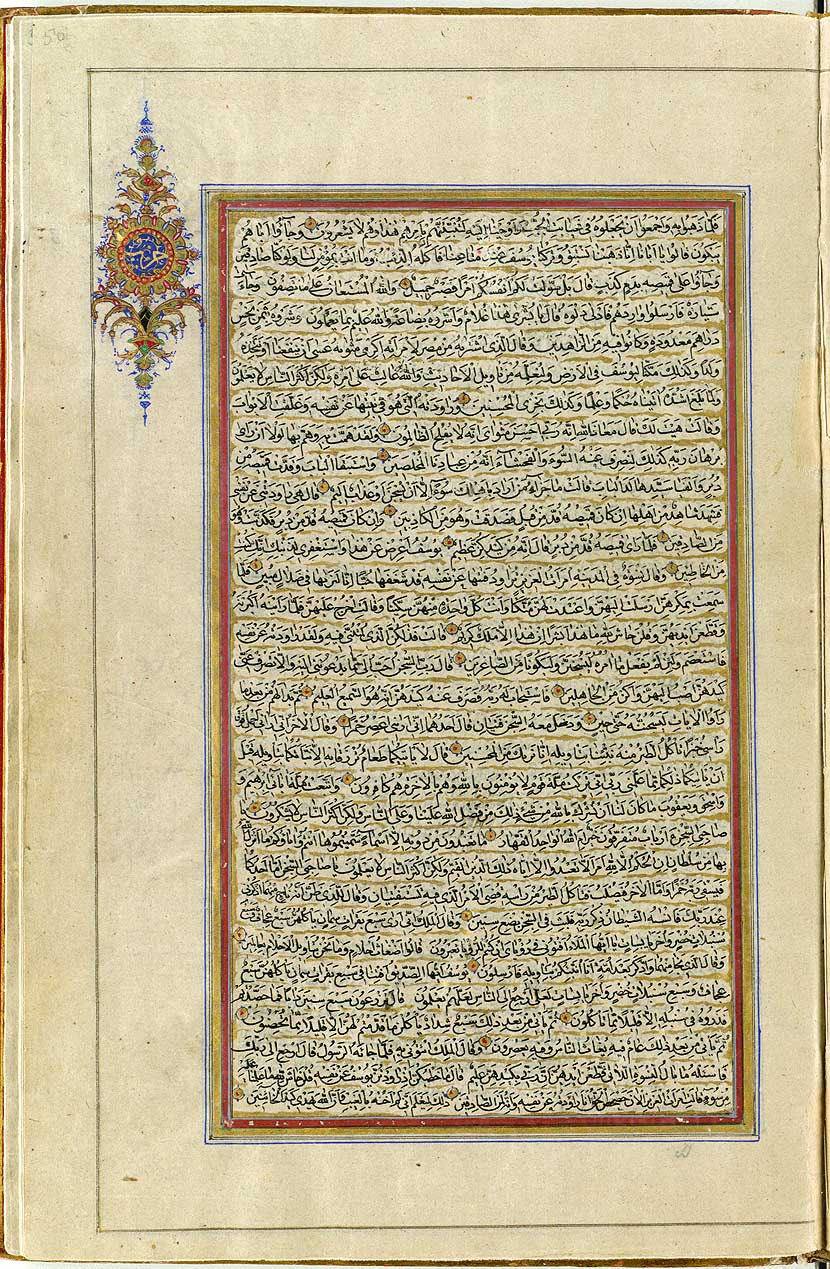
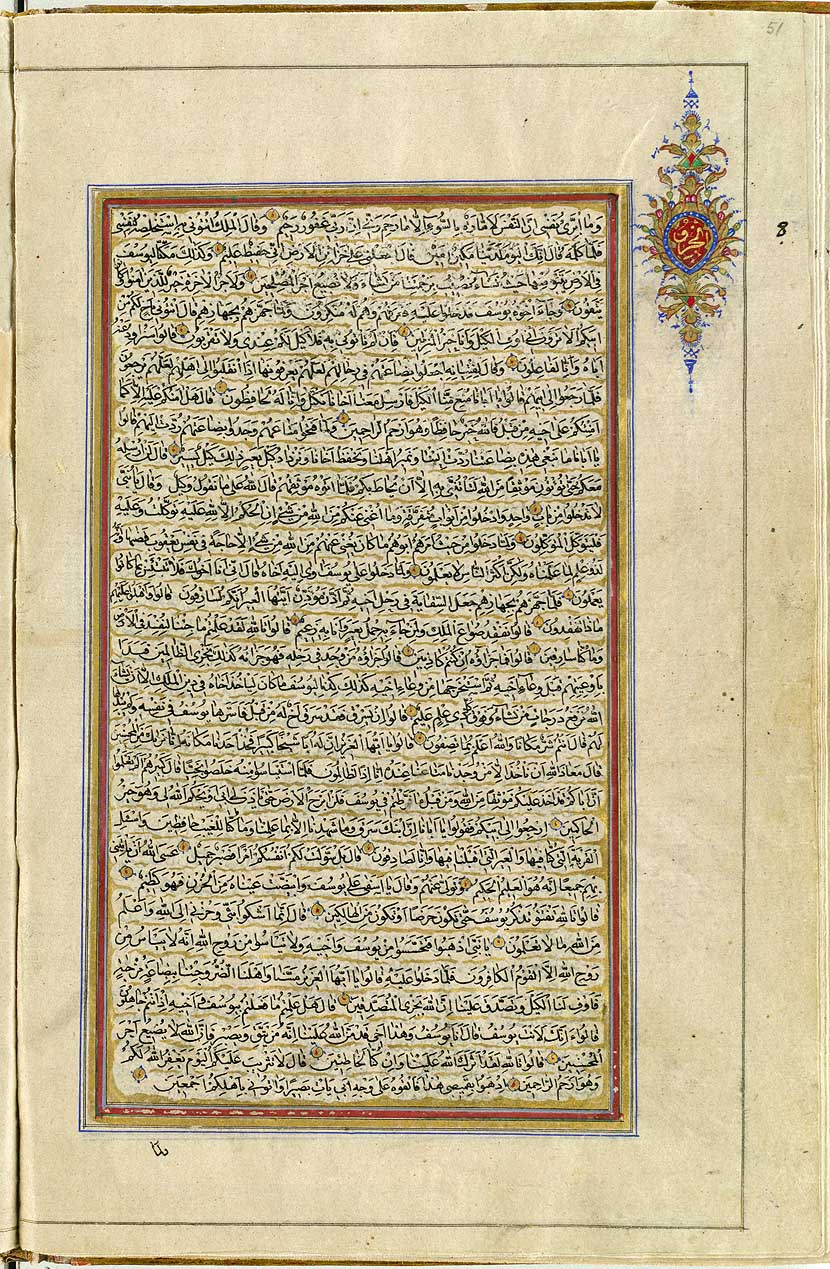
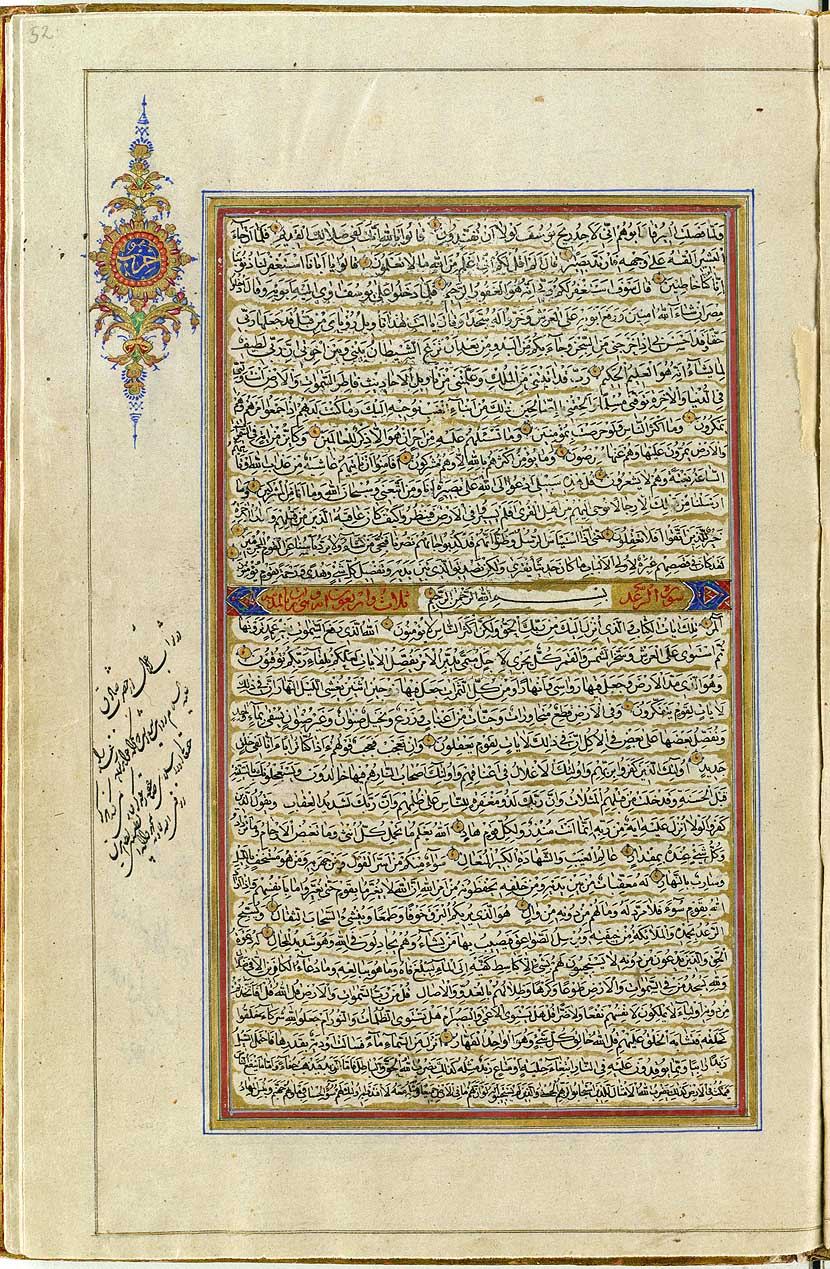